# Pu Songling
Pu Songling (em chinês: 蒲松齡, 5 de junho de 1640 – 25 de fevereiro de 1715) foi um escritor chinês durante a dinastia Qing, mais conhecido como o autor de Contos Estranhos de um Estúdio Chinês (Liaozhai zhiyi).

## Biografia
Pu nasceu em uma família pobre de comerciantes de Zichuan (淄川, em Zibo, Shandong). Aos 18 anos recebeu o diploma Xiucai no exame imperial. Somente aos 71 anos ele recebeu o diploma de Gongsheng ("estudante de homenagem") por seu desempenho na literatura, e não por ter passado no exame imperial.
Ele passou a maior parte de sua vida trabalhando como professor particular, colecionando histórias que mais tarde foram publicadas em Contos Estranhos do Estúdio de Liao em 1740. Alguns críticos atribuem a ele o romance vernacular chinês Xingshi Yinyuan Zhuan ("Destinos do casamento para despertar o mundo").